# Ribaut-Winkerzikade

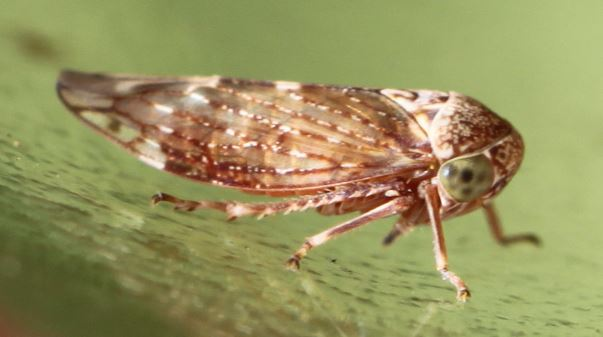
Acericerus ribauti, Weibchen

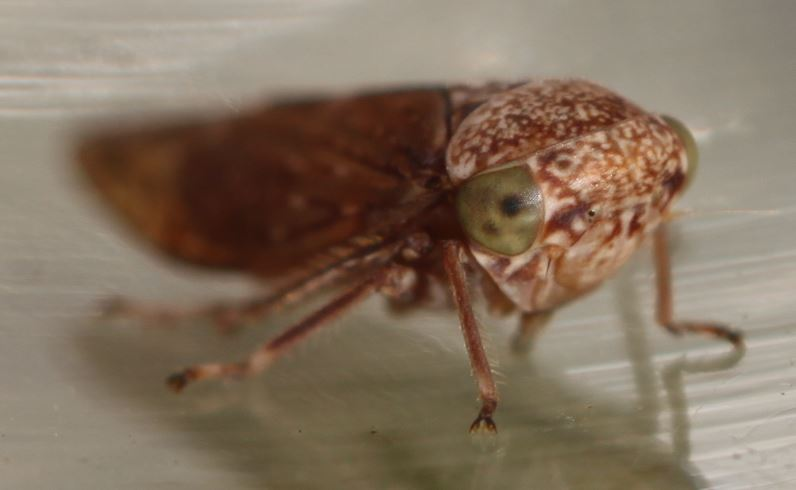
Acericerus ribauti, Weibchen

Die Ribaut-Winkerzikade (Acericerus ribauti) ist eine Zwergzikade aus der Unterfamilie der Winkerzikaden (Idiocerinae). Die Zikadenart wurde nach dem französischen Entomologen Henri Ribaut benannt.

## Merkmale
Die braun-weiß gemusterten Zikaden werden 5,4–5,9 mm lang. Die Flügeladern weisen ein weißes Farbmuster auf. Eine dunkle Binde verläuft quer über die Vorderflügel. Die Facettenaugen sind grünlich schimmernd. Die männlichen Zikaden besitzen einen kurzen dunklen Längsstreifen auf dem Gesichtsfeld, welcher noch unterhalb der Ocelli endet und einen blassen Mittelstrich aufweist. Außerdem besitzen sie kurze Fühlerbasen, die lediglich ein Achtel der Fühlergesamtlänge ausmachen. Die weiblichen Zikaden ähneln stark denen der verwandten Art Acericerus vittifrons.

## Ähnliche Arten
- Streifen-Winkerzikade (Acericerus vittifrons) – die Männchen besitzen einen deutlichen schwarzen Streifen im Gesichtsfeld, der sich bis oberhalb der Ocelli erstreckt; der Scapus nimmt etwa ein Drittel der Fühlerlänge ein

## Vorkommen
Acericerus ribauti ist in Mitteleuropa verbreitet. Dort kommt die Art in Deutschland, Polen, Belgien, Frankreich, Italien und Slowenien vor. In England wurde die Art erstmals 2007 nachgewiesen.

## Lebensweise
Acericerus ribauti findet man an verschiedenen Ahorn-Arten, insbesondere an Feldahorn (Acer campestre). Es gibt aber auch Funde an Platanen. Die Zikaden saugen an Blättern und Stängeln dieser Bäume. Die Imagines einer Generation fliegen gewöhnlich von Anfang August bis in den Dezember und überwintern. Im Folgejahr sind sie noch bis in den Mai zu beobachten.